# Chase County, Kansas
Chase County är ett administrativt område i delstaten Kansas, USA, med 2 790 invånare. Den administrativa huvudorten (county seat) är Cottonwood Falls.

## Geografi
Enligt United States Census Bureau har countyt en total area på 2 015 km². 2 010 km² av den arean är land och 5 km² är vatten.

### Angränsande countyn
- Morris County - nord
- Lyon County - öst
- Greenwood County - sydost
- Butler County - sydväst
- Marion County - väst

### Orter
- Cedar Point
- Cottonwood Falls (huvudort)
- Elmdale
- Matfield Green
- Strong City